# Institut d’Égypte

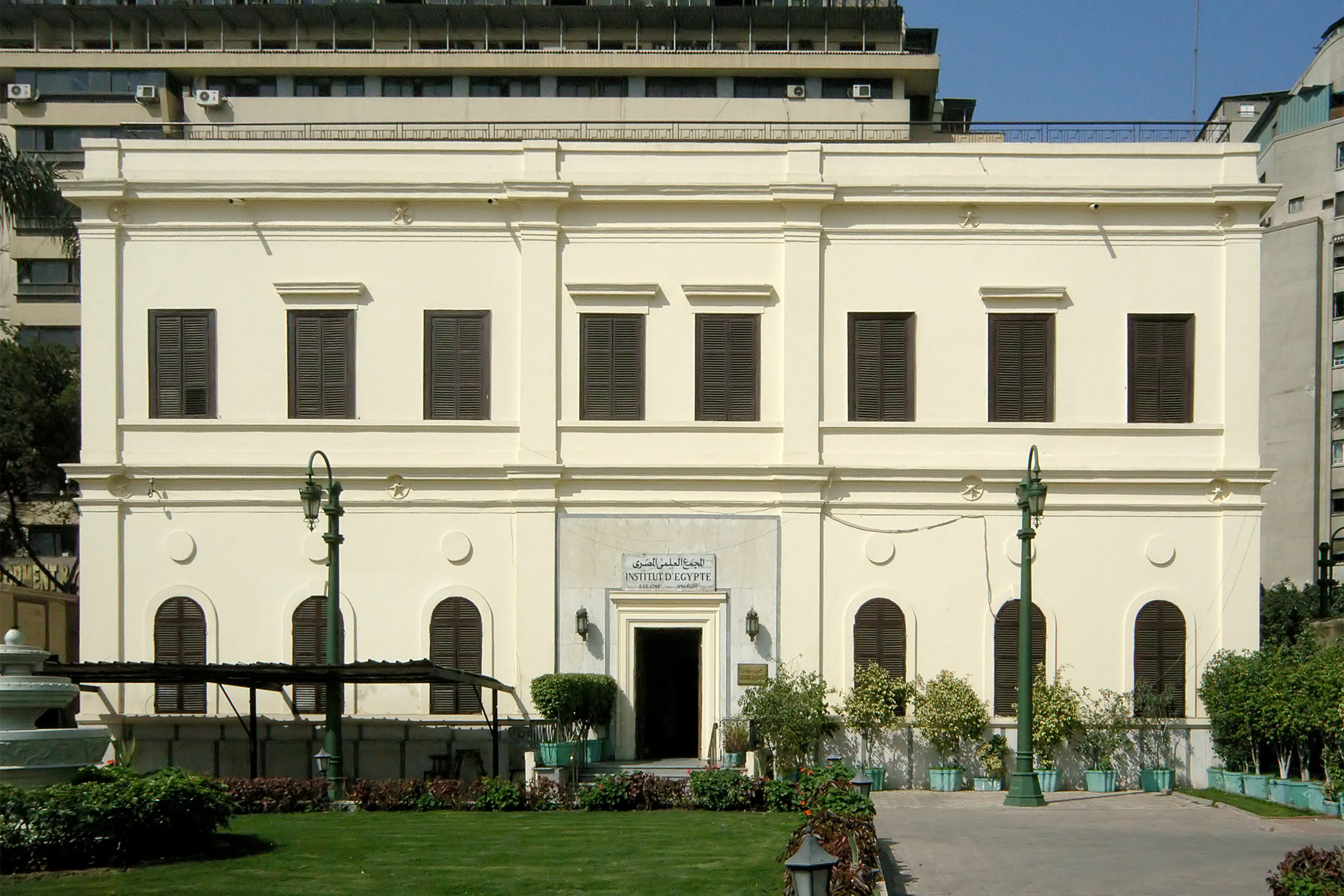
Institut d’Égypte, 2007

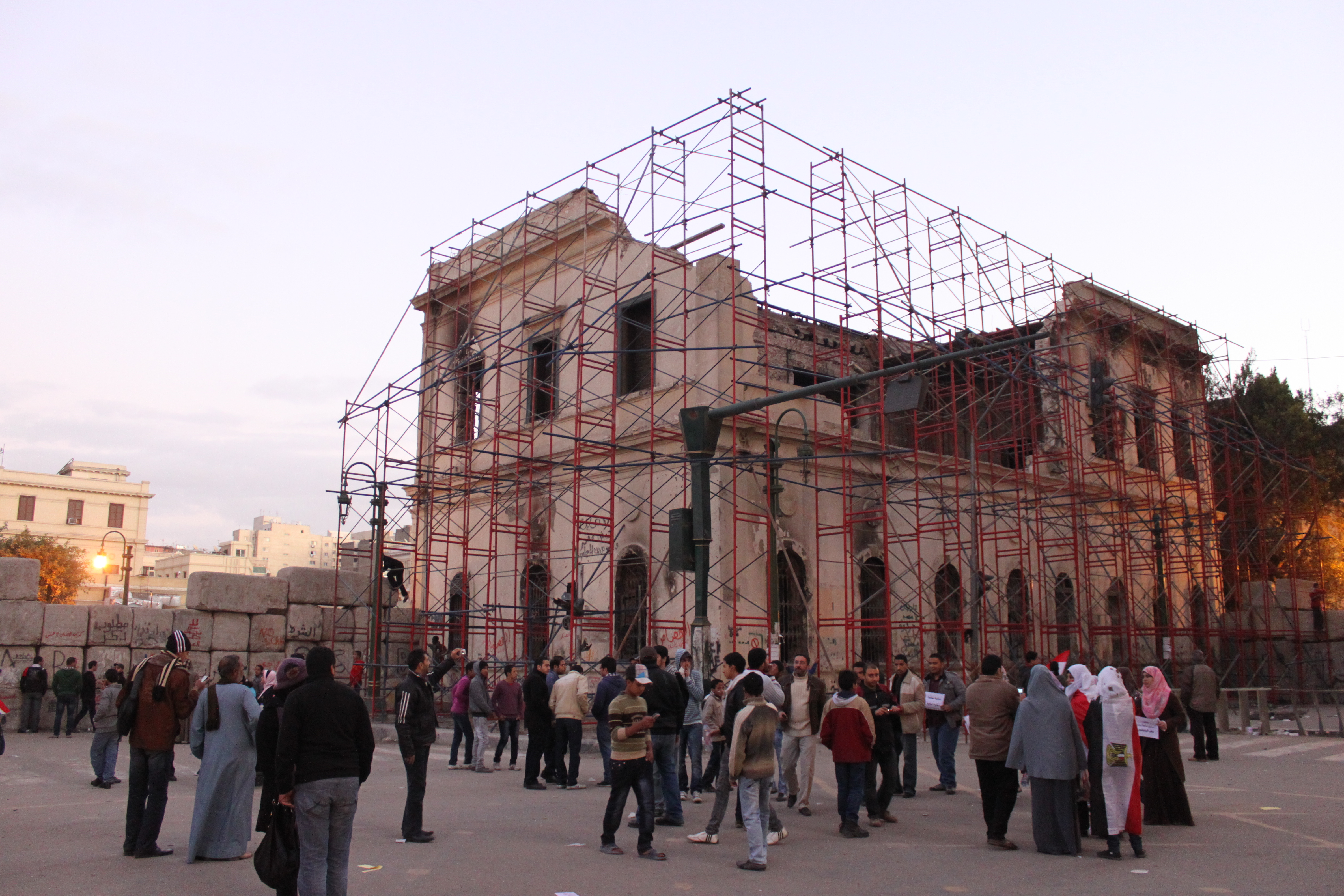
Institut d’Égypte, Januar 2012

Das Institut d'Égypte oder Ägyptische Wissenschaftliche Institut  (arabisch المجمع العلمي المصري, DMG al-Maǧmaʿ al-ʿilmī al-miṣrī) ist eine Wissenschaftsgesellschaft in Kairo, mit dem Schwerpunkt Ägyptologie.
Das Gebäude, in dem sie untergebracht ist, wurde während der Unruhen des Arabischen Frühlings 2011 niedergebrannt, wobei viele Dokumente der Bibliothek verloren gingen. Im Dezember 2012 wurde es wiedereröffnet.

## Geschichte
Die Wissenschaftsgesellschaft wurde 1798 von Napoleon Bonaparte gegründet, um während seines Ägyptenfeldzugs Forschungen durchzuführen. Nachdem die Franzosen Ägypten im Jahr 1801 wieder verlassen mussten, wurden die Aktivitäten des Institut d'Égypte eingestellt, sie wurden jedoch später im Jahr 1836 von französischen, deutschen und englischen Gelehrten unter dem Namen The Egyptian Society wieder aufgenommen. Im Jahr 1859 wurde die Einrichtung unter dem Namen Institut Égyptien unter der Schirmherrschaft des damaligen ägyptischen Gouverneurs Muhammad Said nach Alexandria verlegt. Das Institut wurde dann 1880 in die Hauptstadt Kairo zurück verlegt.
Gründungsmitglieder des Institut d’Égypte
- Mathematik:

1. Napoleon Bonaparte
2. Louis Costaz,
3. Joseph Fourier,
4. Étienne Louis Malus,
5. Gaspard Monge,
6. Antoine François Andréossy,
7. Michel Ange Lancret,
8. Nicolas-Antoine Nouet,
9. François Marie Quenot,
10. Jacques-Marie Le Père,
11. Charles Dugua

- Physik und Naturgeschichte:

1. Claude-Louis Berthollet,
2. René-Nicolas Dufriche Desgenettes,
3. Déodat Gratet de Dolomieu,
4. Étienne Geoffroy Saint-Hilaire,
5. Adrien Raffeneau-Delile,
6. Jules-César Savigny,
7. Hyppolyte-Victor Collet-Descotils,
8. Antoine Dubois,
9. Pierre Joseph de Beauchamp,
10. Denis Samuel Bernard,
11. Jacques Champy

- Ökonomie und Politik:

1. General Caffarelli,
2. Jean Lambert Tallien,
3. Louis Alexandre de Corancez.
4. Pierre Jacotin
5. Jozef Sułkowski

- Literatur und Kunst:

1. Dominique Vivant Denon,
2. Jean-Baptiste Lepère,
3. Henri-Joseph Redouté,
4. Charles Norry,
5. Jean Constantin Protain,
6. Louis Ripault,
7. André Dutertre,
8. Jean Michel de Venture de Paradis,
9. Michel Rigo

## Bibliothek
Die Ursprünge der Bibliothek reichen auf das Jahr 1798 und die Ägyptische Expedition Napoleons zurück.
Die Sammlung stellte Ägyptens wertvollste Sammlung historischer Bücher dar. Zu ihr zählten fast 200.000 Bände, zehntausende Karten, Zeitschriften aus zwei Jahrhunderten, zudem einen Atlas von Ober- und Unterägypten aus dem Jahr 1752 und der Erstdruck der 24-bändigen Description de l’Égypte, von französischen Wissenschaftlern (→Commission des sciences et des arts) im Gefolge Napoleons verfasst.
Das Gebäude des Instituts brannte am 17. Dezember 2011 ab. Etwa 50.000 Einheiten konnten teilweise schwer beschädigt und durchnässt geborgen werden.